# Чорна (притока Іршавки)
Чорна  — річка в Україні у Іршавському районі Закарпатської області. Ліва притока річки Іршавки (басейн Дунаю).

## Опис
Довжина річки приблизно 7,78 км, найкоротша відстань між витоком і гирлом — 6,03  км, коефіцієнт звивистості річки — 1,29 . Формується багатьма гірськими струмками.

## Розташування
Бере початок на південно-західних схилах гори Береговий Дол (926,3 м). Тече переважно на південний захід понад селом Крайня Мартинка, через село Чорний Потік і у селі Дешковиця впадає у річку Іршавку, праву притоку річки Боржави.

## Цікаві факти
- У селі Чорний Потік на правому березі річки існують Церква Вознесіння Господнього та Церква Адвентистів Сьомого Дня[2].